# Lebanon Hanover
Lebanon Hanover — британско-немецкий дарквейв-дуэт, образованный в 2010 году в Сандерленде, Англия. В состав группы входят швейцарская вокалистка и гитаристка Ларисса Айсгласс и британский вокалист, басист и клавишник Уильям Мэйбеллин.
Группа подписала контракт с греческим лейблом Fabrika Records и на сегодняшний день выпустила шесть студийных альбомов. Их название происходит от двух соседних городов (Лебанон и Хановер) в Нью-Гэмпшире, США.

## История
Швейцарка Лариса Георгиу, известная как Лариса Айсгласс, и британец Уильям Мэйбеллин основали Lebanon Hanover в 2010 году после встречи в родном городе Уильяма, Сандерленд. Изначально Айсгласс проводила там отпуск. За неделю оба написали несколько песен для их дебютного альбома «The World Is Getting Colder». Вскоре после этого Мэйбеллин последовал за Айсгласс в Берлин, чтобы продолжить заниматься с ней музыкой. С тех пор дуэт передвигался между Германией и Англией; Помимо прочего, они оба временно переехали в Сандерленд, чтобы бесплатно проживать в доме родителей Уильяма.
Вдобавок оба музыканта бросили учёбу: Айсгласс изначально изучала искусство, а Мэйбеллин — дизайн. Связь с аудиторией более конгруэнтна и в то же время более эмоциональна через музыку. Оба сохранили художественный аспект в оформлении своих музыкальных клипов и в общем виде группы как проекта.

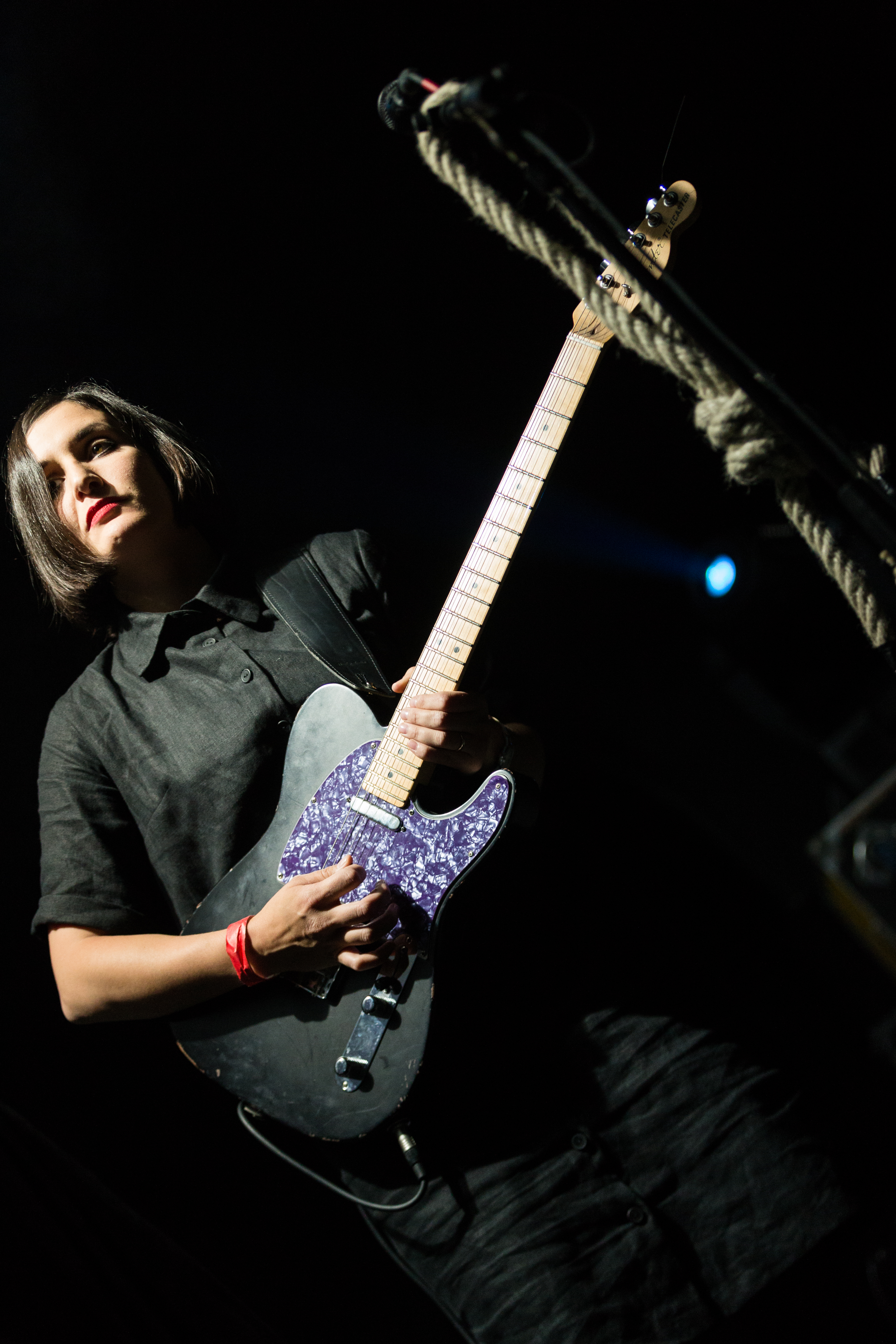
Лариса Георгиу

 Дебютный альбом La Fete Triste был выпущен в 2011 году. Lebanon Hanover написали четыре песни. Включая Totally Tot, содержащийся на более позднем дебютном альбоме, для которого было выпущено собственное музыкальное видео. Впервые дуэт привлек внимание своим альбомом The World Is Getting Colder, выпущенным в 2012 году на лейбле Fabrika Records. Британский музыкальный журнал Terrorizer назвал Lebanon Hanover «лучшей британской группой, о существовании которой вы не знали». Между тем, дуэт начал с международных выступлений, которые привели к турам по Испании в 2013 году, по США в 2014 году, по Италии в 2015 году и по России и Европе в 2016 году.
Тем временем дуэт выпустил второй студийный альбом Why Not Just Be Solo в 2012 году. В 2013 году группа выпустила третий студийный альбом Tomb for Two, который, как и второй, был хорошо принят публикой. Сайт Peek-A-Boo-Magazine сравнил альбом с The Danse Society, The Chameleons и Joy Division и назвал его «одним из самых ярких событий года, если не самым ярким событием». В том же году последовал сингл Gallowdance, который также был встречен с энтузиазмом. Для работы над четвёртым альбомом Айсгласс и Мэйбеллин впервые использовали профессиональную студию звукозаписи. Ранее записи делались в их домашней студии. За исключением The Abyss, который был записан в Греции опытным продюсером пост-панка и новой волны Крисом Манолитсисом. Несмотря на изменившиеся условия записи, звучание дуэта осталось прежним.

## Стиль

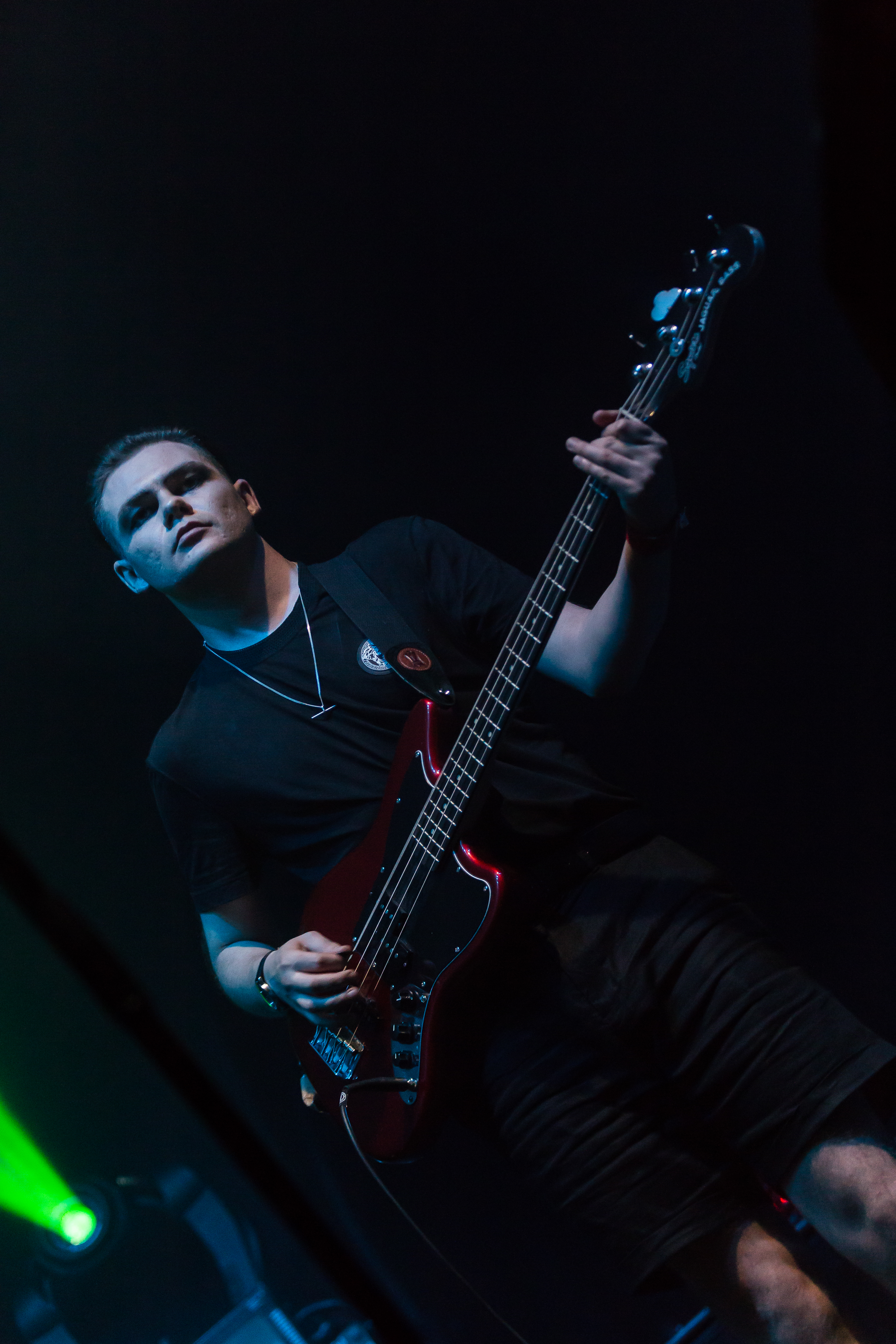
Уильям Мэйбеллин

Музыку Lebanon Hanover обычно относят к дарквейву. Он считается минималистичным и вдохновлен пост-панк-музыкой 1980-х годов. Музыка характеризуется «классной эстетикой с небольшим уклоном в вокал и игру на гитаре». Звучание постановки намеренно сделано простым и «в сочетании с нежным голосом Ларисы Айсгласс, подкрепленным легкими синтезаторными звуками, глубоким басом и элегантными гитарными партиями делают музыку такой очаровательной».

## Дискография

### Студийные альбомы
- Why Not Just Be Solo (2012) Fabrika Records
- The World Is Getting Colder (2012) Fabrika Records
- Tomb For Two (2013) Fabrika Records
- Besides The Abyss (2015) Fabrika Records
- Let Them Be Alien (2018) Fabrika Records
- Sci-Fi Sky (2020) Fabrika Records
- Asylum Lullabies (2025)

### EP
- Gallowdance (2013) aufnahme + wiedergabe
- Babes Of The 80s (2016) Fabrika Records
- The Last Thing (2020) Fabrika Records
- Ellen Allien Remixes (2022) BPitch Control

### Сборники
- Lebanon Hanover Anthology (2017) GAG TAPE